# 吉田守一
吉田 守一（よしだ しゅいち、2001年3月26日 - ）は、和歌山県紀の川市出身のハンドボール選手。フランスリーグHBCナント所属。

## 経歴
2016年、那賀高校でハンドボールを始める。その翌年の1月にNTSセンタートレーニングに招集された。
高校卒業後、2019年4月に筑波大学へ進学。その年の12月に日本代表2019年度第3回強化合宿に招集され、2020年1月の第19回男子アジア選手権で日本代表として国際大会デビューを飾った。同年2月、徳田廉之介も在籍するポーランドリーグのTarnówへ加入。2023年にフランスリーグのダンケルクへ移籍し、1年早く契約解消。2024年7月からナントと2年契約を結んだ。

## 詳細情報

### 背番号
- 72 (2020年 - )

## 代表歴

### 日本代表
- オリンピック(2020年、2024年)
- 世界選手権 (2021年)
- アジア選手権 (2020年)

#### 大会別成績
| 年     | 大会             | 対戦国                          | フィールド 得点 | 率    | 7m  | 合計 | 警告 | 退場 | 失格 |
| ------ | ---------------- | ------------------------------- | --------------- | ----- | --- | ---- | ---- | ---- | ---- |
| 2021年 | 世界選手権       | クロアチア戦 (予選ラウンド)     | 0/0             | -     | 0/0 | 0/0  | 0    | 0    | 0    |
| 2021年 | 世界選手権       | カタール戦 (予選ラウンド)       | 2/3             | .667  | 0/0 | 2/3  | 0    | 0    | 0    |
| 2021年 | 世界選手権       | アンゴラ戦 (予選ラウンド)       | 1/3             | .333  | 0/0 | 1/3  | 0    | 0    | 0    |
| 2021年 | 世界選手権       | アルゼンチン戦 (メインラウンド) | 4/5             | .800  | 0/0 | 4/5  | 0    | 0    | 0    |
| 2021年 | 世界選手権       | デンマーク戦 (メインラウンド)   | 1/4             | .250  | 0/0 | 1/4  | 1    | 0    | 0    |
| 2021年 | 世界選手権       | バーレーン戦 (メインラウンド)   | 2/2             | 1.000 | 0/0 | 2/2  | 0    | 0    | 0    |
| 2021年 | 東京オリンピック | デンマーク戦 (予選)             | 1/5             | .200  | 0/0 | 1/5  | 0    | 0    | 0    |
| 2021年 | 東京オリンピック | スウェーデン戦 (予選)           | 3/5             | .600  | 0/0 | 3/5  | 0    | 0    | 0    |
| 2021年 | 東京オリンピック | エジプト戦 (予選)               | 1/1             | 1.000 | 0/0 | 1/1  | 0    | 1    | 0    |
| 2021年 | 東京オリンピック | バーレーン戦 (予選)             | 0/1             | .000  | 0/0 | 0/1  | 0    | 0    | 0    |
| 2021年 | 東京オリンピック | ポルトガル戦 (予選)             | 2/5             | .400  | 0/0 | 2/5  | 0    | 0    | 0    |

### 日本代表U-19
- ユース世界選手権 (2019年)